# 法爾內西納別墅
法爾內西納別墅（義大利語：Villa Farnesina）是位於意大利中部羅馬特拉斯提弗列的一座修建於文藝復興時期的別墅。別墅修建於1506年至1510年期間。眾多藝術家，包括拉斐爾等都曾在別墅留下自己的作品。1577年，別墅成為法爾內塞家族的財產。現在別墅是義大利政府的財產，並且對一般遊人開放。

## 外部連結
- Virtual tour of Villa Farnesina on romainteractive.com